# Église Saint-Vincent de Wrocław
L'église Saint-Vincent est une église catholique de la vieille ville de Wrocław (avant 1946: Breslau) en Silésie (Pologne).

## Historique

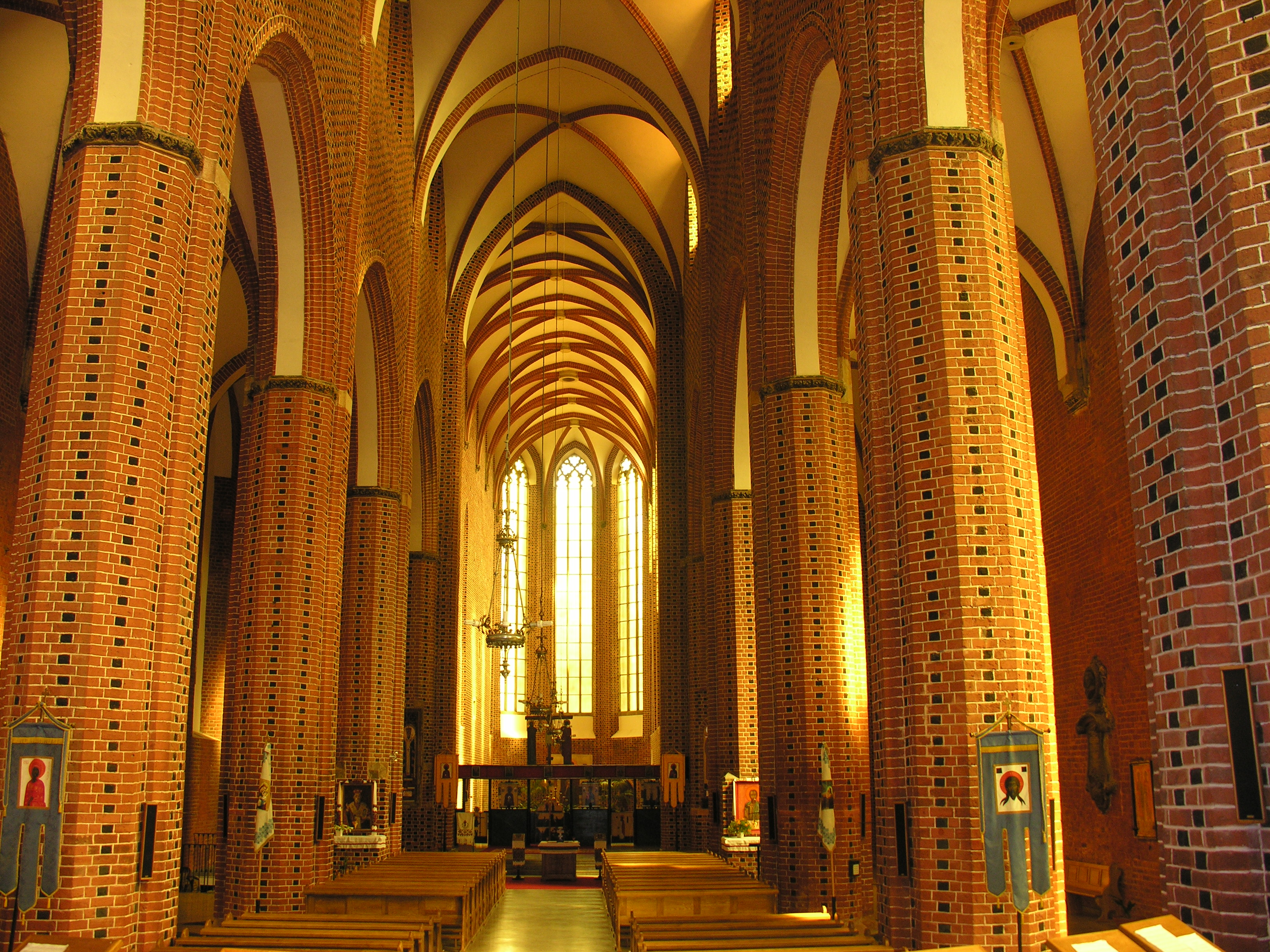
Intérieur de l'église

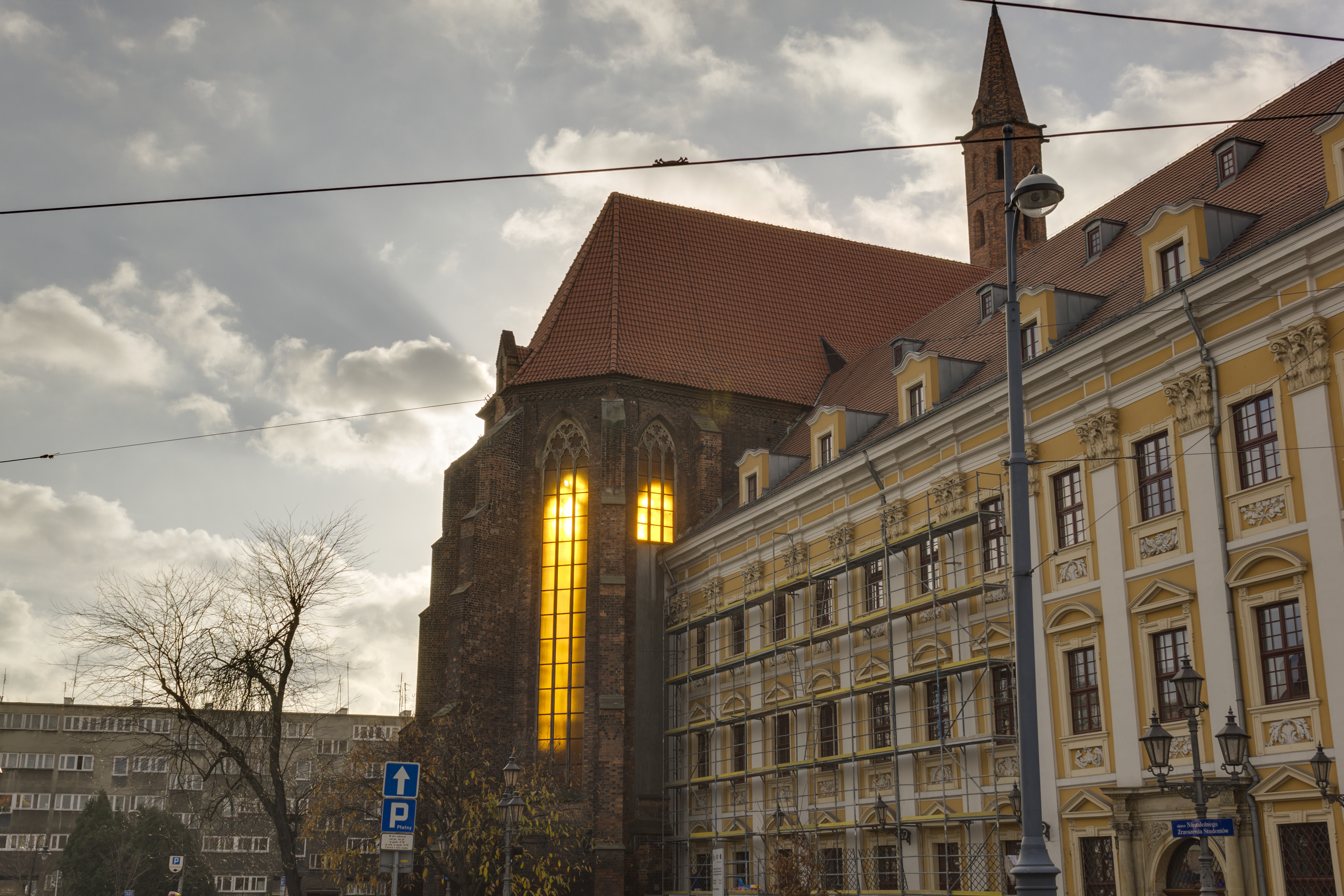
Vue de l'église du côté du nord-est

Une première église romane, fondée par Henri II le Pieux, est construite en 1232-1234 comme église conventuelle de franciscains venus de Prague. Elle est terminée grâce aux dons de sa veuve. Henri le Pieux est inhumé dans la crypte de l'église. Sa veuve et son fils octroient ensuite le Droit de Magdebourg à la ville de Breslau, le 12 décembre 1261.
L'église est reconstruite en style gothique au XIVe siècle. La nef principale mesure 77,5 mètres de longueur pour une hauteur de 23 mètres. En 1530, les prémontrés prennent la place des franciscains dont le couvent bâti au XIe siècle est démoli. Les prémontrés font construire un autre monastère. 

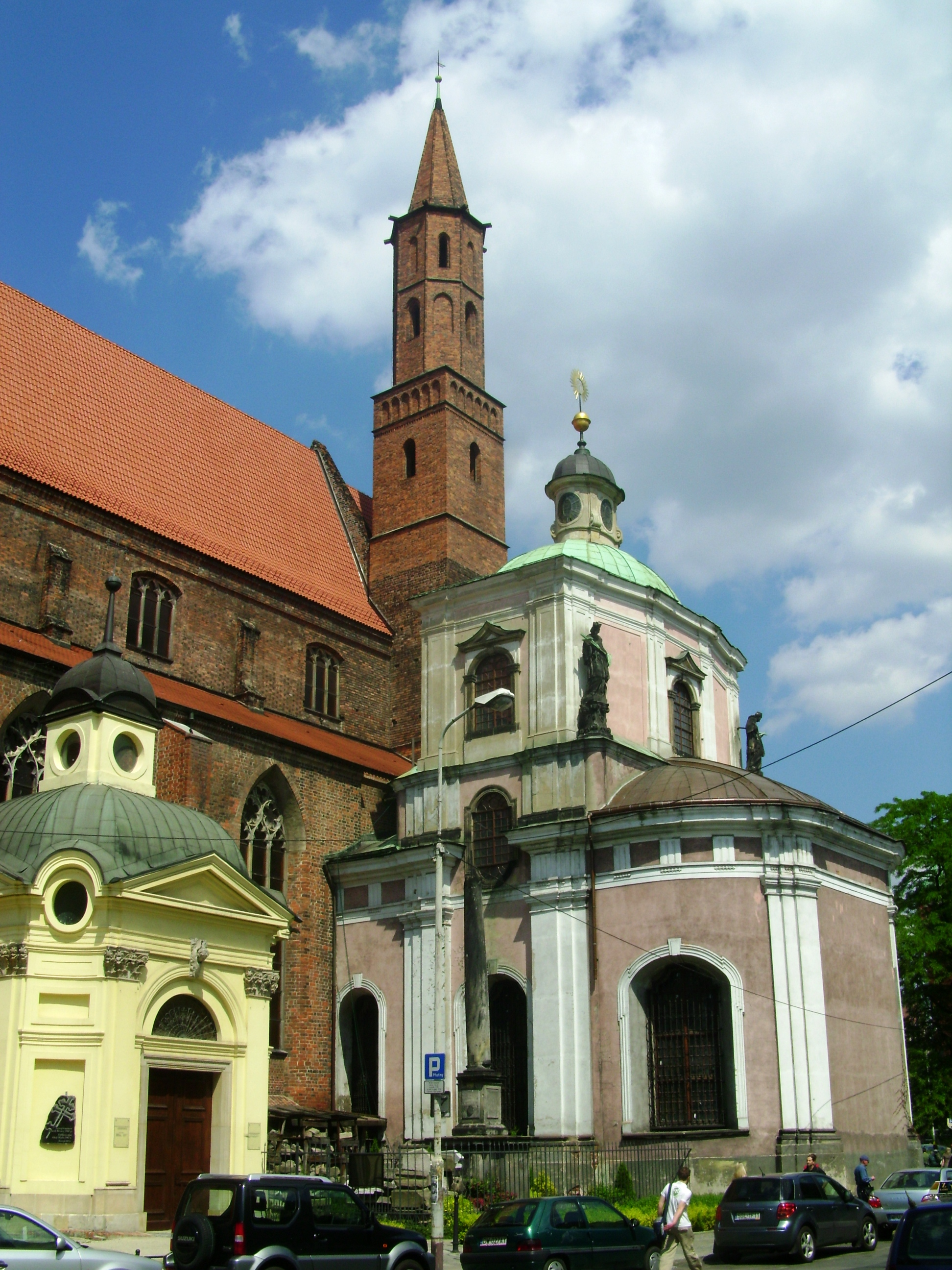
Chapelle Hochberg

L'intérieur de l'église est entièrement redécoré en style baroque en 1662-1674. Le maître-autel, datant de 1667, est l'œuvre de Franz Zeller et de Georg Czermak. Au sud de la façade, la chapelle de Notre-Dame-des-Sept-Douleurs, ou chapelle Hochberg est bâtie en 1723-1727 par Christoph Hackner, avec des stucs d'Ignatius Provisore. C'est une œuvre maîtresse de l'art baroque de Silésie. Les prémontrés doivent séculariser leur monastère en 1810 sur ordre des autorités prussiennes, et se dispersent. L'église devient simple église paroissiale.
L'église Saint-Vincent est gravement endommagée pendant les terribles combats de 1945. Elle est restaurée dans les années 1950-1960.
Jean-Paul II, en accord avec les autorités épiscopales, l'attribue en janvier 1997 à l'Église gréco-catholique ukrainienne (uniates suivant le rite byzantin et en communion avec le Saint-Siège). Elle est restaurée et réaménagée en 1997-1999, avec notamment une iconostase pour convenir aux exigences du nouveau culte.